# Don Tetto
Don Tetto es una banda de rock integrada por Diego Pulecio (cantante  y guitarrista), Carlos Leongómez (guitarrista), Jaime Valderrama (voz secundaria y bajista) y Jaime Medina (voz y baterista). Fue formada en el año 2003 por Diego Pulecio y Carlos Leongómez en Bogotá, Colombia.

## Historia

### Formación
En 2002 el vocalista Diego Pulecio y el guitarrista Carlos Leóngomez se conocieron en un salón de clases del Colegio de Bachillerato Patria (Liceos del Ejército), compartiendo así su gusto por la música y el rock, al principio tratando de saber quién era mejor en la guitarra. Se llegaron a consolidar como banda de garaje en Bogotá, asistiendo a pequeños toques de la ciudad, pero no es hasta que Alberto Marenco (actualmente director de vídeos de Don Tetto) y Juan Baratto se retiran de la banda que se consolida como Don Tetto, uniéndose Jaime Medina en la batería y Jaime Valderrama en el bajo, dando la primera y única formación oficial de Don Tetto.

### Don Tetto y sus inicios
La banda da inicio en una convocatoria de la emisora Radioacktiva, la cual realizaba un concurso de bandas; en dicho concurso, que recibió más de 300 demos, Don Tetto quedó dentro de las 12 mejores bandas, donde se presentaron en un concurso en vivo ante más de mil personas. Una vez llegada la instancia, la banda ganó, por decisión del jurado, consiguiendo el apadrinamiento de la emisora que organizó el evento. Más tarde, con los sencillos/demos de «Pienso», «Yo Estaré Bien» y «Soledad», lograron presentarse en el festival Rock al Parque en 2006 ante más de 60 000 personas.

### Lo Que No Sabías(2007-2010)
En el año 2007 consiguen lanzar su primer álbum de estudio, Lo Que No Sabías; según Tower Records Colombia, y su Top Chart de ventas, el álbum rompió récord de ventas el mismo día de su lanzamiento. Con el lanzamiento de su primer sencillo oficial, «Ha Vuelto a Suceder», lograron ampliar su alcance popular y consiguieron posicionarse en las principales listas de las emisoras más importantes de Colombia, llamando la atención de los medios de comunicación internacionales.
En el año 2008 la banda tuvo la oportunidad de viajar por diversos países de América en su primera gira internacional, que llevó a Don Tetto a una serie de conciertos en Estados Unidos, México y Puerto Rico. Con el lanzamiento de «Adicto al Dolor (Lágrimas)» como su segundo sencillo (grabado en esa gira), consiguieron dos nominaciones a los premios MTV Video Music Awards Latinoamérica en las categorías Artista Revelación y Mejor Artista Central, el último de los cuales ganó. Este mismo año relanzaron su primer álbum de estudio, Lo Que No Sabías, en una Edición Especial, añadiendo dos nuevas canciones de estudio y dos versiones unplugged. Además, lanzaron su tercer sencillo «Adiós».
El 31 de octubre de 2009 realizaron un importante concierto en Bogotá en el Teatro Metropolitan y fue grabado ante más de 2500 personas, al cual acudieron colombianos de todos los rincones el país. El 25 de mayo de 2010 salió a la venta su primer álbum en vivo, grabado en el Teatro Metropolitan, llamado Lo Que No Sabías - Tour (En Vivo Bogotá), del que se desprende el único sencillo de este álbum en vivo, la canción «Fallido Intento», que logró posicionarse en el primer puesto de listas como Los 10 + Pedidos de MTV Latinoamérica y Hot Ranking de HTV.

### "Miénteme, Prométeme" (2010-2013)
Tras estar 6 meses en proceso de composición y grabación de su segundo álbum de estudio, el 16 de junio de 2010 se lanzó el primer sencillo llamado No Digas Lo Siento. El 6 de julio de 2010 se produjo el lanzamiento del segundo álbum de estudio, Miénteme, Prométeme, dando la oportunidad a la banda de hacer por primera vez una extensa gira de promoción por Colombia, en ciudades como Bogotá, Medellín, Cali, Manizales, Pereira, Neiva, Ibagué, Melgar, Barranquilla, Cartagena, Santa Marta, Bucaramanga y Tunja, promocionando en medios de comunicación su álbum y realizando firmas de autógrafos con los fans.
En 2011, con el lanzamiento del segundo sencillo, «Mi Error», la banda comenzó una extensa gira de promoción en Perú, Ecuador y Estados Unidos. Allí fueron invitados a la Conferencia Billboard de la Música Latina en Miami. Luego del lanzamiento del tercer sencillo «Miénteme, Prométeme» y de pasar por distintos escenarios, llegó la nominación a los premios Latin Grammy en la categoría Mejor Álbum Rock y al World Wide Act Latin American de los premios MTV Europe Music Awards. Celebrando esta nominación y el éxito de su álbum Miénteme, Prométeme, la banda realizó el 10 de noviembre de 2011 el primer concierto en formato 360° de Colombia, llamado «Don Tetto 360°», el cual fue grabado en el Palacio de los Deportes de Bogotá.
En el año 2012, Don Tetto lanzó como cuarto sencillo «Sigamos Caminando», dando la oportunidad a la banda de cerrar el festival de música más importante ante más de 40 000 personas como lo es el Evento 40 e incluso visitar por primera vez Venezuela, realizando dos espectáculos en vivo con lleno total. También realizó una extensa gira de promoción de su exitoso sencillo «Voy a Ser Quien Dañe Tu Nombre», ruedas de prensa, entrevistas con cada medio de comunicación de las principales ciudades de Colombia a las cuales visitaron y reuniones con la Tettomania de Colombia.
360° (En Vivo Bogotá) de Don Tetto es su segundo álbum en vivo; fue grabado en el Palacio de los Deportes de Bogotá el 10 de noviembre de 2011, en celebración a su más grande éxito, el álbum de estudio Miénteme, Prométeme, y fue el primer formato con escenario 360° celebrado en Colombia. Este álbum en vivo fue lanzado en primicia a Sirius Satellite Radio y la estación radial La Kueva y fue puesto a la venta en exclusiva para iTunes el 24 de septiembre de 2013.

### Don Tetto (2013 - 2014)
Tras el éxito de su segundo álbum, Miénteme, Prométeme, Don Tetto decidió componer su tercer álbum de estudio, para el que se tomaron todo el año 2013, para realizar el proceso de composición y parte de la grabación. En diciembre de 2013, Don Tetto ingresó al estudio con el productor Toby Tobon, viajando a la ciudad de Medellín a grabar guitarras y voces en el estudio de grabación «La Finca». En enero y febrero de 2014 se dirigieron a Miami (Florida) para grabar baterías y percusión en «The Hit Factory-Criteria Studios».
El 5 de abril, Don Tetto lanzó en primicia mundial, por Sirius Satellite Radio y la estación radial La Kueva, el primer sencillo del tercer álbum de estudio Don Tetto llamado «Una Noche Normal». El 8 de abril la canción fue puesta a la venta en iTunes y así se inició una extensa promoción en la ciudad de Bogotá y medios nacionales el lanzamiento de este sencillo, que alcanzó el número 1 en ventas en iTunes Colombia en el Top Chart Rock y General, y en iTunes Perú alcanzando el número 1 en ventas en el Top Chart Rock y múltiples Top 10 en iTunes de países de Iberoamérica. Don Tetto fue lanzado el 20 de mayo de 2014 en iTunes y físico, alcanzando el número 1 en ventas en iTunes Colombia en el Top Chart Rock y el número 2 General, y en iTunes Perú alcanzando el número 1 en ventas en el Top Chart Rock y además sacaron su nuevo álbum, Noche Normal, y unas canciones: Quién soy yo, Me odia Me ama, Todo es Temporal, La cura, Ella me dijo y Heridas.

## Integrantes

### Formación actual
- Diego Pulecio Voz, Guitarra (2003-Presente)
- Carlos Leóngomez Guitarra (2003-Presente)
- Jaime Valderrama Bajo (2003-Presente)
- Jaime Medina Batería (2003-Presente)

## Discografía

### Álbumes de estudio
- Lo Que No Sabías (2007).
- Miénteme, Prométeme (2010).
- Don Tetto (2014).
- Barco de papel (2019).
- Castillos de Arena (2022).

### Álbumes en vivo
- Lo Que No Sabías - Tour (En Vivo Bogotá) (2009).
- 360° (En Vivo Bogotá) (2013).
- Don Tetto - Acústico En Vivo (2023).

### Sencillos
- El Loco (2015)

## Premios y nominaciones
Grammy Latino
Un premio Grammy Latino es un galardón de la Academia Latina de Artes y Ciencias de la Grabación para reconocer logros sobresalientes en la industria de la música en español y portugués.
| Año  | Trabajo nominado    | Categoría        | Resultado |
| ---- | ------------------- | ---------------- | --------- |
| 2011 | Miénteme, prométeme | Mejor Álbum Rock | Nominado  |
| 2014 | Don Tetto           | Mejor Álbum Rock | Nominado  |

Nickelodeon's Kids' Choice Awards
| Año  | Trabajo nominado | Categoría        | Resultado |
| ---- | ---------------- | ---------------- | --------- |
| 2015 | Don Tetto        | Artista Favorito | Ganador   |

Los Premios MTV Latinoamérica
Los Premios MTV Latinoamérica o VMALA es la versión iberoamericana de los MTV Video Music Awards.
| Año  | Trabajo nominado | Categoría             | Resultado |
| ---- | ---------------- | --------------------- | --------- |
| 2008 | Don Tetto        | Artista Revelación    | Nominado  |
| 2008 | Don Tetto        | Mejor Artista Central | Nominado  |
| 2009 | Don Tetto        | Mejor Artista Central | Ganador   |

MTV Europe Music Awards
MTV Europe Music Awards, conocidos también como EMAs, son unos premios otorgados anualmente, desde 1994, por el canal MTV a los vídeos musicales más populares de Europa.
| Año  | Trabajo nominado | Categoría                                                 | Resultado |
| ---- | ---------------- | --------------------------------------------------------- | --------- |
| 2012 | Don Tetto        | Mejor Artista Latinoamericano Centro                      | Ganador   |
| 2012 | Don Tetto        | Mejor Artista Latinoamericano                             | Nominado  |
| 2014 | Don Tetto        | MTV Europe Music Award for Best Latin America Central Act | Ganador   |

Premios Shock
Los Premios Shock son los premios que anualmente entrega la revista Shock en Colombia a lo mejor de la música local.
| Año  | Trabajo nominado    | Categoría                                  | Resultado |
| ---- | ------------------- | ------------------------------------------ | --------- |
| 2007 | Don Tetto           | Mejor Agrupación New School                | Ganador   |
| 2007 | Don Tetto           | Mejor Agrupación Myspace                   | Nominado  |
| 2008 | Don Tetto           | Mejor Artista o Agrupación Nacional        | Nominado  |
| 2008 | Don Tetto           | Mejor Artista con Proyección Internacional | Nominado  |
| 2009 | Don Tetto           | Mejor Artista o Agrupación Nacional        | Nominado  |
| 2009 | Adicto al Dolor     | Mejor Canción Radio                        | Ganador   |
| 2010 | Miénteme, prométeme | Mejor Artista o Agrupación Rock            | Ganador   |
| 2010 | Miénteme, prométeme | Álbum del Año                              | Ganador   |
| 2010 | Miénteme, prométeme | Mejor Artista o Agrupación Nacional        | Nominado  |
| 2010 | No Digas lo Siento  | Mejor Canción Radio                        | Ganador   |
| 2011 | Mi Error            | Mejor Canción Radio                        | Ganador   |
| 2012 | Sigamos Caminando   | Mejor Canción Radio Rock y Alternativa     | Ganador   |

Premios Nuestra Tierra
Los Premios Nuestra Tierra es un reconocimiento que se le hace a los artistas colombianos, teniendo un formato similar al de los Premios Grammy, únicamente que estos premios son sólo a nivel nacional colombiano.
| Año  | Trabajo nominado    | Categoría                                            | Resultado |
| ---- | ------------------- | ---------------------------------------------------- | --------- |
| 2008 | Don Tetto           | Mejor Artista Rock – Alternativo del Año             | Nominado  |
| 2009 | Don Tetto           | Mejor Artista Rock del Año                           | Nominado  |
| 2009 | Don Tetto           | Mejor Artista del Público                            | Nominado  |
| 2009 | Auto Rojo           | Mejor Interpretación Rock del Año                    | Nominado  |
| 2011 | Don Tetto           | Mejor Artista Rock del Año                           | Ganador   |
| 2011 | Don Tetto           | Mejor Artista del Público                            | Nominado  |
| 2011 | Don Tetto           | Tuitero del Año                                      | Nominado  |
| 2011 | No Digas lo Siento  | Mejor Interpretación Rock del Año                    | Ganador   |
| 2012 | Don Tetto           | Mejor Artista Rock Alternativo - Electrónico del Año | Ganador   |
| 2012 | Don Tetto           | Mejor Artista del Público                            | Nominado  |
| 2012 | Don Tetto           | Mejor Club Fanes                                     | Nominado  |
| 2012 | Miénteme, prométeme | Mejor Interpretación Rock del Año                    | Ganador   |
| 2013 | Don Tetto           | Mejor Página de Internet de Artista Colombiano       | Nominado  |